# トリガール!
『トリガール！』は、中村航による日本の小説作品、および2017年公開の実写映画。
作者の中村の母校・芝浦工業大学をモデルに、鳥人間コンテスト選手権大会の常連である同大学の人力飛行機チームたちの奮闘を描く青春物語。

## あらすじ
流されるがままに生きてきた鳥山ゆきなは、一浪し理系大学に入学するが、早々に先輩・高橋圭に一目惚れしてしまい、彼に誘われ、鳥人間コンテストへの出場を目指す人力飛行サークルに入部することになった。ゆきなは彼と大空に羽ばたくことを夢見たが、組むことになったのは彼のパートナーでヤンキーな先輩・坂場大志だった。

## 書籍情報
- 単行本：2012年（平成24年）8月10日発売、角川SSC新書、表紙イラスト：宮尾和孝、ISBN 978-4-04-731868-7
- 文庫本：2014年（平成26年）6月20日発売、角川文庫、表紙イラスト：宮尾和孝、ISBN 978-4-04-101450-9
- 新書：2017年（平成29年）8月15日発売、角川つばさ文庫、表紙・挿絵：菅野マナミ、ISBN 978-4-04-631736-0

## 映画
土屋太鳳主演の実写映画で、2017年9月1日から劇場公開。
鳥山ゆきな（演：土屋太鳳）が大学へ入った年を舞台に、人力飛行サークル「Team Birdman Trial」へ入会した4月から、坂場大志（演：間宮祥太朗）とのコンビで人力タンデム飛行機のパイロットとして鳥人間コンテストへ出場するまでの奮闘や人間模様を描く。
「Team Birdman Trial」は原作のモデルである芝浦工業大学に実在するが、劇中では大学名を「雄飛工業大学」に改めている。また、2011年以降の鳥人間コンテストで実況を担当する羽鳥慎一や、初期のコンテストへ参加していた轟二郎などが出演。
第9回TAMA映画賞で、土屋太鳳が最優秀新進女優賞、間宮祥太朗と高杉真宙が最優秀新進男優賞を受賞。

### キャスト
- 鳥山ゆきな - 土屋太鳳
- 坂場大志 - 間宮祥太朗
- 高橋圭 - 高杉真宙
- 島村和美 - 池田エライザ
- 古沢 - 矢本悠馬
- 横原 - 前原滉
- メガネ女子 - 佐生雪
- ペラ夫 - ナダル（コロコロチキチキペッパーズ）
- 実況アナウンサー - 羽鳥慎一
- 多景島の寺の住職 - 轟二郎
- 多景島の寺の住職似の双子 - 多根照人・多根靖人
- ひこにゃん（彦根市のゆるキャラ）

### スタッフ
- 原作 - 中村航「トリガール!」（角川文庫）
- 監督 - 英勉
- 脚本 - 髙橋泉
- 音楽 - 遠藤浩二
- 主題歌 - ねごと「空も飛べるはず」（キューンミュージック）
- 撮影 - 小松高志
- 照明 - 蒔苗友一郎
- 録音 - 岩丸恒
- 美術 - 塚本周作
- 衣装 - 白石敦子
- ヘアメイク - 田鍋知佳
- VFXスーパーバイザー - 浅野秀二、横石淳
  - VFX：IMAGICA、SIBAFU、IMAGICAウェスト
- 編集 - 相良直一郎
- 音楽プロデューサー - 杉田寿宏
- 助監督 - 茂木克仁
- 制作担当 - 古野修作
- ラインプロデューサー - 島根淳
- 人力飛行機総合監修 - 大澤克俊
- アクアティクス・スーパーバイザー - 中村勝
- カースタント - スーパードライバーズ
- ワイヤーコーディネーター - 小原剛
- 撮影協力 - 「鳥人間コンテスト2016」参加チーム一同、彦根市フィルムコミッション、彦根を映画で盛り上げる会、流山市フィルムコミッション、手賀沼フィルムコミッション、明星大学、日本大学理工学部、豊郷町産業振興課　ほか
- 特別協賛 - 岩谷産業株式会社
- 制作協力 - 讀賣テレビ放送「鳥人間コンテスト」
- 製作者 - 村田嘉邦、小石川伸哉、堀内大示、中山良夫
- 企画・プロデュース - 松本整、宇田川寧
- プロデューサー - 大畑利久、藪下維也、吉川真理、亀井利之
- アソシエイトプロデューサー - 宮城希
- 配給 - ショウゲート
- 制作プロダクション - ダブ
- 製作 - 「トリガール!」製作委員会（博報堂DYミュージック&ピクチャーズ、讀賣テレビ放送、KADOKAWA、日本テレビ放送網、中京テレビ放送、読売新聞社、ダブ、福岡放送、札幌テレビ放送、宮城テレビ放送、静岡第一テレビ、広島テレビ放送、テレビ新潟放送網、テレビ信州、テレビ金沢、西日本放送、熊本県民テレビ、鹿児島讀賣テレビ）

## オーディオブック
愛美のナレーションで、Audibleが、2018年4月25日配信開始。